# めぐり逢う青春
「めぐり逢う青春」（めぐりあうせいしゅん）は、1972年9月1日に発売された野口五郎の6枚目のシングルである。

## 概要
『第23回NHK紅白歌合戦』に初出場を果たし、当楽曲を披露した。

## 収録曲
1. めぐり逢う青春
作詞：大日方俊子／作曲・編曲：馬飼野俊一
2. 約束
作詞：千家和也／作曲：荒井英一／編曲：高田弘